# Greg Headley
Gregory D. Headley (Dallas, Texas) es un compositor y guitarrista estadounidense de jazz contemporáneo y música electrónica, propietario del sello independiente 28 Angles. Reside actualmente en Austin.
La música de Headley ha sido descrita como una «reminiscecia del Before and After Science de Brian Eno», que «sólo requiere un poco de paciencia para que te atrape».
Antes de concentrarse en la composición, Headley tocó la guitarra con Tintamarre, un grupo de indie rock de la escena de Los Ángeles, a mediados de los años 1990.

## Discografía
- 1996 - An Ecology of Squatters and Surveyors
- 1999 - Concerto for Allsorts
- 2000 - Adhesives
- 2001 - Similis
- 2003 - A Bulletin on Vertigo
- 2004 - It can leave, it must leave
- 2006 - The Operation of the Heavens
- 2007 - There Comes a Violent Love / Pulse
- 2008 - 24-carat abnormalities
- 2009 - Fragments of the Dream Machine